# Orde van het Kruis van Vytis
De Orde van het Kruis van Vytis is een Ridderorde van Litouwen. De Orde werd al voor de Tweede Wereldoorlog ingesteld maar raakte na de annexatie van Litouwen door de Sovjet-Unie in 1939 in vergetelheid.
Na het herstel van de Litouwse onafhankelijkheid in 1992 werd ook de Orde van het Kruis van Vytis weer in ere hersteld.
Het lint is rood met een brede en een smalle zwarte streep langs de rand. 
Het Kruis van Vytis lijkt sterk op het Franse  Kruis van Lotharingen.